# Gerda Schimpf

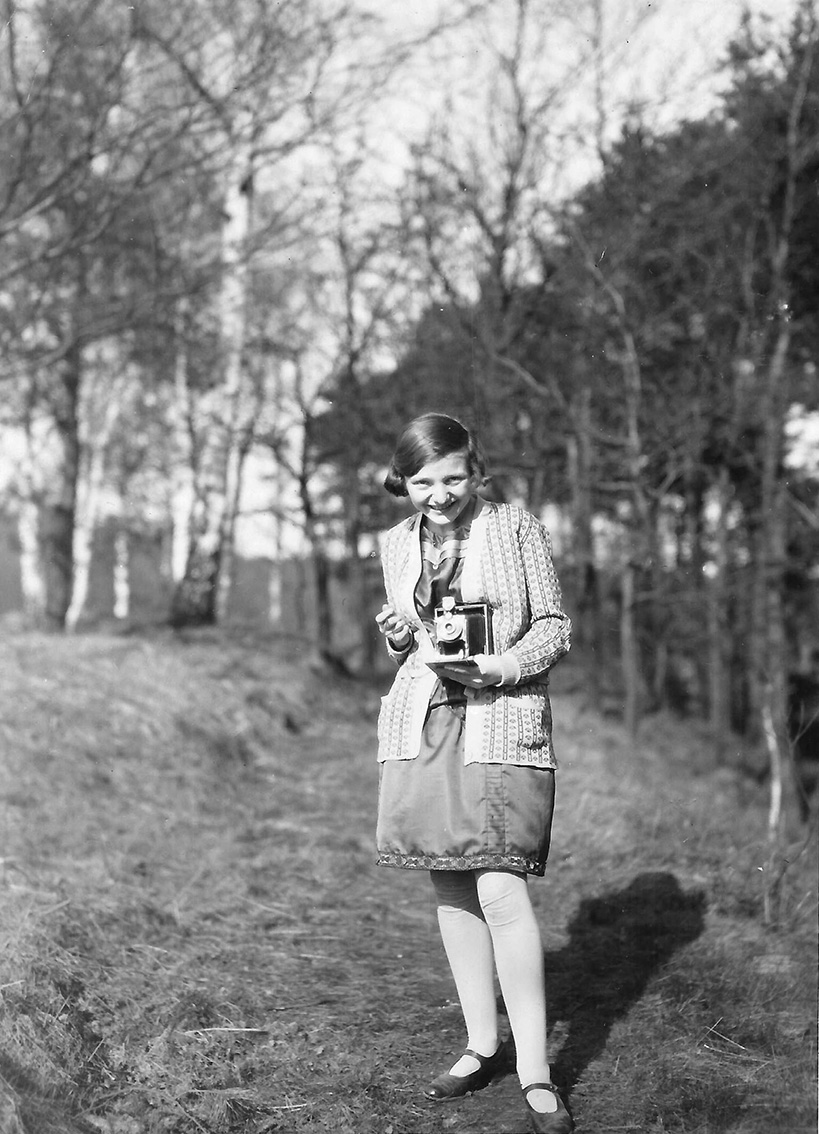
Gerda Schimpf als Jugendliche, 1920er Jahre.

Ilse Gerda Schimpf (* 14. März 1913 in Dresden; † 28. Dezember 2014 in Berlin) war eine deutsche Fotografin.

## Leben und Werk
Gerda Schimpf wuchs bei ihrer Mutter Gertrud Schimpf in Leipzig auf. Nach dem Besuch der Volksschule und der Höheren Mädchenschule ließ sie sich in der Lichtbildnerei Dore Bartcky (Schülerin von Hugo Erfurth) zur Fotografin ausbilden. In dieser Zeit gehörte Schimpf zum engen Freundeskreis des Leipziger Malers Max Schwimmer. 1937 arbeitete sie für ein halbes Jahr als Fotogehilfin auf der Insel Hiddensee, ehe sie nach Berlin ging. Hier freundete sie sich durch die Vermittlung von Max Schwimmer mit dessen geschiedener Frau, der Künstlerin Eva Schwimmer, an. Bald darauf zog sie zu Schwimmer in die Königin-Elisabeth-Straße 2, das von Hans Scharoun entworfene Single-Haus in Berlin-Charlottenburg am Kaiserdamm.
In Berlin war sie in verschiedenen Fotoateliers und zuletzt bei der AEG als technische Fotografin tätig. Nachdem sie die Meisterprüfung abgelegt hatte, eröffnete sie 1946 ein eigenes Fotoatelier am Charlottenburger Witzlebenplatz. Schimpf bot ein breites Portfolio an. Angefangen von Einzel-, Paar-, Gruppen- und Firmenporträts über Mode fertigte sie ebenfalls Messeaufnahmen bekannter (West-)Berliner Firmen und Geschäfte sowie Architekturfotografien an. Schimpfs Stilrichtung war geprägt von der Neuen Sachlichkeit. Das Atelier wurde aus Kostengründen jedoch bald in die eigene Wohnung verlegt.
Gerda Schimpf porträtierte im West-Berlin der 1940er bis 1970er Jahre viele Persönlichkeiten des öffentlichen Lebens, darunter Künstlerinnen und Künstler wie Bernhard Heiliger, Eva Schwimmer, Karl Hofer, Heinz Trökes, Renée Sintenis und Louise Stomps. Auch die Berliner Bürgermeisterin Louise Schroeder und den Schriftsteller Rudolf Leonhard fotografierte sie, ebenso bedeutende Persönlichkeiten aus Wissenschaft und Forschung wie Friedrich Wilhelm Levi oder Erhard Schmidt und Alexander Dinghas. Schimpf war Mitglied der Berliner Prüfungskommission für Fotografie bei der Handwerkskammer und 1959–1978 Fachlehrerin für Fotografie und Porträt an der Abteilung Fotografie des Lette-Vereins. Bis ins hohe Alter führte sie ein aktives, vielseitig interessiertes Leben, war häufig auf Reisen und pflegte Briefkontakte zu Freunden und Bekannten aus der ganzen Welt. Bis zu ihrem Tod 2014 lebte sie in der Wohnung Königin-Elisabeth-Straße 2 in Berlin-Charlottenburg.
Fotografien von Schimpf befinden sich in den Sammlungen Berlinische Galerie, Stiftung Preußischer Kulturbesitz, Georg Kolbe Museum und Germanisches Nationalmuseum Nürnberg sowie in verschiedenen Künstlernachlässen.

## Ausstellungen
- 2013: Arte Postale, Akademie der Künste Berlin
- 2017: Sehen lernen. Die wieder zu entdeckende Fotografin Gerda Schimpf (1913–2014), Villa Oppenheim Berlin

## Publikationen (Auswahl)
Fotografien von Gerda Schimpf finden sich in folgenden Publikationen:
- Janos Frecot (Hrsg.): Berlin fotografisch 1860–1982. Berlinische Galerie, Berlin 1982, ISBN 978-3-88602-063-8.
- Janos Frecot und Andreas Kaernbach (Hrsg.): Licht-Bild-Skulptur. Skulpturen von Bernhard Heiliger im Blick des Fotografen. Bernhard-Heiliger-Stiftung und Muzeum Narodowe, Stettin 2007, ISBN 978-3-98115-101-5.
- Marc Wellmann (Hrsg.): Bernhard Heiliger – Die Köpfe. Wienand, Köln 2000, ISBN 978-3-87909-737-1.
- Maria Dunkel, Rosemarie Dunhuijsen und Konrad Dunhuijsen (Hrsg.): Dunkel's Freiheit: Joachim Dunkel. Texte zu Leben und Werk. Wasmuth Verlag, Tübingen 2016. ISBN 978-3-8030-3380-2, S. 154–157.
- Stiftung Stadtmuseum Berlin, Paul Spies und Martina Weinland (Hrsg.): Berlin – Stadt der Frauen. Couragiert & feminin. 20 außergewöhnliche Biografien. Verlag M, Berlin 2016, ISBN 978-3-9392-5436-2, S. 141.
- Michael Brettin und Berliner Zeitung (Hrsg.): B History. Das Berliner Geschichtsmagazin. Nr. 1. 100 Jahre Weltstadt Berlin. Berliner Verlag, Berlin 2020, ISBN 978-3-9822251-1-1, S. 102.
- Friedrich Meschede (Hrsg.): Licht-Bild-Skulptur. Skulpturen von Bernhard Heiliger im Blick des Fotografen. Bernhard-Heiliger-Stiftung, Berlin 2024, ISBN 978-3-9826555-0-5.